# 內藤勝介
內藤勝介（生年不詳－卒年不詳）是日本戰國時代武將。

## 生平
生年不詳。很早開始就仕於織田信秀並得到信賴，天文4年（1535年），在主君信秀令嫡男信長成為那古野城城主之際，與林秀貞、平手政秀、青山信昌一同成為被稱為「大人眾」（おとな衆，等同於家老）的補佐役。
以後亦有參加信秀的戰鬥，特別在天文11年（1542年）的小豆坂之戰中，立下功績（『信長公記』）。天文20年（1551年），在信秀死後，仕於信長。翌年（1552年），在進攻背叛信長的山口教繼的赤塚之戰中，以先手眾之一的身份出陣（『信長公記』）。
卒年不明，不過被推測是在永祿11年（1568年），信長擁立足利義昭而上洛時死去。